# Робърт Маккамън
Робърт МакКамън (на английски: Robert R McCammon) е американски писател на бестселъри в жанра фентъзи, трилър и хорър. Един от най-влиятелните писатели в областта на фантастиката от края на 70-те до началото на 90-те.

## Биография и творчество
Робърт Рик МакКамън е роден на 17 юли 1952 г. в Бирмингам, Алабама, САЩ, в семейството на Джак МакКамън, музикант, и Барбара Бънди. След развода на родителите си е живял с баба си и дядо си в Бирмингам. Получава бакалавърска степен по журналистика от Университета на Алабама през 1974 г.
След дипломирането си пише реклами за вестници и списания в Бирмингам. Заедно с работата си започва да пише романи. Първият му роман „Баал“ (Baal) е публикуван през 1978 г. и е приет добре от читателите и критиката. След издаването на третия му роман „Нощната лодка“ (The Night Boat) той напуска работата си и се посвещава на писателската си кариера.
Бързо става известен с романите си „Мистериозно завръщане“, „Лебедова песен“, „Мое“ и „Момчешки живот“. Основата част от сюжетите на произведенията му се развиват в дълбокия юг на САЩ.
През 1985 г. един от разказите му, „Нощници“ Nightcrawlers, е екранизиран в епизод от сериала „Зоната на здрача“.
През 1992 г. решава да промени стила си на писане, за да е различен от мейнстрийм литературата, но среща неразбиране от страна на издателите. Изпадайки в депресия и творчески търсения, през 1999 г. той решава да спре с писането и публикацията на книгите си.
През 2002 г., след като литературния пазар и издателската индустрия са вече различни, той започва да пише отново. Първият му роман, написан още през 90-те, е „Говори нощната птица“ (Speaks the Nightbird) от поредицата му „Матю Корбет“. Той е необичайна смесица от жанрове – исторически роман, мистерия, хорър и трилър. Главният герой е млад изследовател от началото на 18 век в колониална Северна Америка.
През 2003 г. издава кратката си поредица „Гласовете на нощната птица“. През 2011 г. издава продължението на романа си от 1989 г. „Часът на вълка“ (The Wolf's Hour), в който главен герой е Майкъл Галатин – британски агент и върколак, използващ способностите си по време на Втората световна война в борбата на съюзниците срещу нацистка Германия.
Произведенията на писателя са били в списъците на бестселърите. Те са преведени на много езици и са издадени в над 5 милиона екземпляра по света.
Робърт МакКамън живее със семейството си в Бирмингам, Алабама.

## Произведения

### Самостоятелни романи
- Baal (1978)
- Bethany's Sin (1980)
- The Night Boat (1980)
- They Thirst (1981)
- Mystery Walk (1983)
Мистериозно завръщане, изд. „Силви-Арт“ (1999), прев. Галин Йорданов
- Usher's Passing (1984)
- Swan Song (1987) – награда „Брам Стокър“
Лебедова песен, изд.: ИК „Изток-Запад“, София (2019), прев. Коста Сивов
- Stinger (1988)
Стингър, изд.: ИК „Хермес“, Пловдив (1994), прев. Мая Керезова
- Mine (1990) – награда „Брам Стокър“, Световна награда за фентъзи
Мое, изд.: ИК „Хермес“, Пловдив (1995), прев. Огнян Алтънчев
- Boy's Life (1991)
Момчешки живот, изд.: ИК „Изток-Запад“, София (2019), прев. Иван Атанасов
- Gone South (1992)
- The Five (2011)
- I Travel by Night (2013)
- The Border (2015)
Границата, изд. Deja Book (2015), прев. Елена Павлова
- The Listener (2018)
Момчето, което чуваше всичко, изд. Ciela (2020), прев. Богдан Русев

### Серия „Майкъл Галатин“ (Michael Gallatin)
1. The Wolf's Hour (1989)
Часът на вълка, изд.: ИК „Изток-Запад“, София (2021), прев. Коста Сивов
2. The Hunter from the Woods (2011)

### Серия „Матю Корбет“ (Matthew Corbett)
1. Speaks the Nightbird (2002)
2. The Queen of Bedlam (2007)
3. Mister Slaughter (2010)
4. The Providence Rider (2013)
5. The River of Souls (2014)
6. Freedom of the Mask (May 2016)
7. Cardinal Black (April 2019)
8. The King of Shadows (TBA 2021)

### Серия „Гласовете на нощната птица“ (Speaks the Nightbird)
1. Judgment of the Witch (2003)
2. Evil Unveiled (2003)

### Участие в общи серии с други писатели

#### Серия „Нощни видения“ (Night Visions)
8. Night Visions 8 (1991) – с Пол Мейкол
от серията има още 12 романа от различни автори

### Разкази
- Makeup (1981)
- I Scream Man! (1984)
- Nightcrawlers (1984) – номиниран за Световната награда за научна фантастика
- The Red House (1985)
- He'll Come Knocking on Your Door (1986)
- Yellowjacket Summer (1986)
Отровно жълто лято, в. „Криминален роман : списание за преводна криминална литература“ (1993), прев.
- The Deep End (1987) – награда „Брам Стокър“
- Doom City (1987)
- Lights Out (1987)
- Night Calls the Green Falcon (1988)
- Stinger (excerpt) (1988)
- Blue World (1989)
- Chico (1989)
- Eat Me (1989) – награда „Брам Стокър“
- Pin (1989)
- Something Passed By (1989)
- The Thang (1989)
- Yellachile's Cage (1989)
- On a Beautiful Summer's Day, He Was (1990)
- The Miracle Mile (1991)

### Сборници
- Nightcrawlers: Stories from Blue World (1989)
- Blue World (1989)

### Екранизации
- 1985 – Зоната на здрача, The Twilight Zone – ТВ сериал, 1 епизод по разказа Nightcrawlers
- 1981 – Darkroom – ТВ сериал